# Yun Jŏng Rin
Yun Jŏng Rin, również Yun Jong Rin (kor. 윤정린, ur. ?) – północnokoreański polityk i czterogwiazdkowy generał (kor. 대장) Koreańskiej Armii Ludowej. Ze względu na przynależność do najważniejszych gremiów politycznych Korei Północnej, uznawany za członka elity władzy KRLD. 

## Kariera
Niewiele wiadomo o karierze zawodowej Yun Jŏng Rina przed październikiem 1985 roku, kiedy to otrzymał nominację generalską na stopień generała-porucznika (kor. 중장). Generałem-pułkownikiem (kor. 상장) został w październiku 1995 roku. Deputowany Najwyższego Zgromadzenia Ludowego KRLD, parlamentu KRLD, nieprzerwanie od XI kadencji (tj. od września 2003 roku). W kwietniu 2010 roku otrzymał awans na czterogwiazdkowego generała (kor. 대장). Wtedy również został szefem osobistej ochrony Kim Dzong Ila, którym pozostaje do dziś w odniesieniu do Kim Dzong Una, syna zmarłego w grudniu 2011 roku Kim Dzong Ila. Ze względu na pełnioną funkcję wielokrotnie pojawiał się u boku przywódców KRLD podczas licznych wizytacji jednostek wojskowych.
Podczas 3. Konferencji Partii Pracy Korei 28 września 2010 roku został wybrany członkiem Centralnej Komisji Wojskowej KC PPK, najważniejszego organu Partii Pracy Korei odpowiedzialnego za sprawy wojskowe, a także po raz pierwszy zasiadł w samym Komitecie Centralnym.
Po śmierci Kim Dzong Ila w grudniu 2011 roku, Yun Jŏng Rin znalazł się na 64. miejscu w 233-osobowym Komitecie Żałobnym. Świadczyło to o formalnej i faktycznej przynależności Yun Jŏng Rina do grona kierownictwa polityczno-wojskowego Koreańskiej Republiki Ludowo-Demokratycznej. Według specjalistów, miejsca na listach tego typu określały rangę polityka w hierarchii aparatu władzy.

## Odznaczenia
Kawaler Orderu Kim Dzong Ila (luty 2012).